# توبی رابرتز
توبی رابرتز (انگلیسی: Toby Roberts؛ زادهٔ ۱۵ مارس ۲۰۰۵) سنگ‌نورد اهل بریتانیا است.